# Solitreo

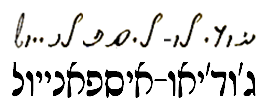
« Judéo-espagnol » écrit dans les graphies solitreo et Rachi

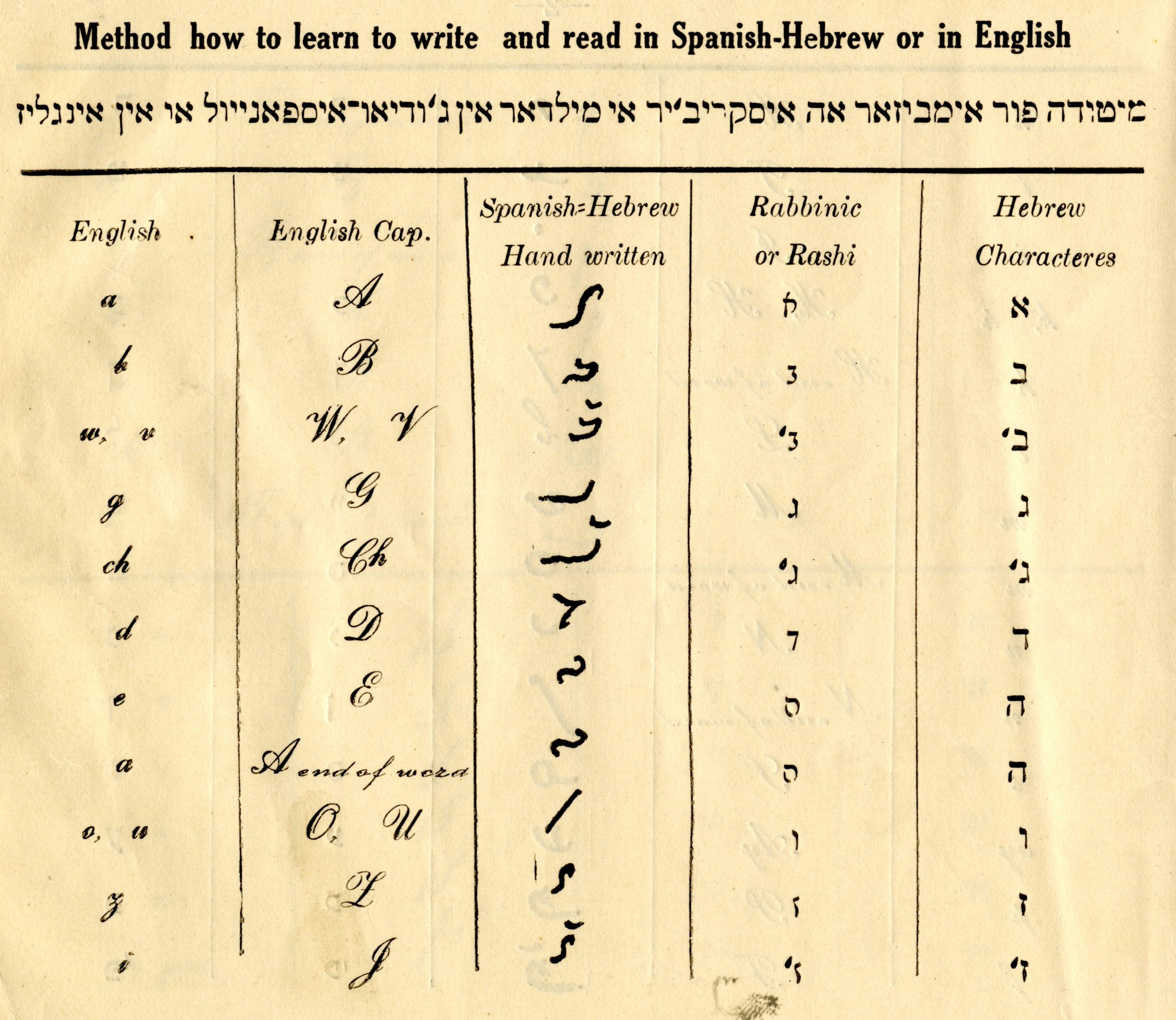
Comparaison des graphies solitreo, Rashi et imprimerie

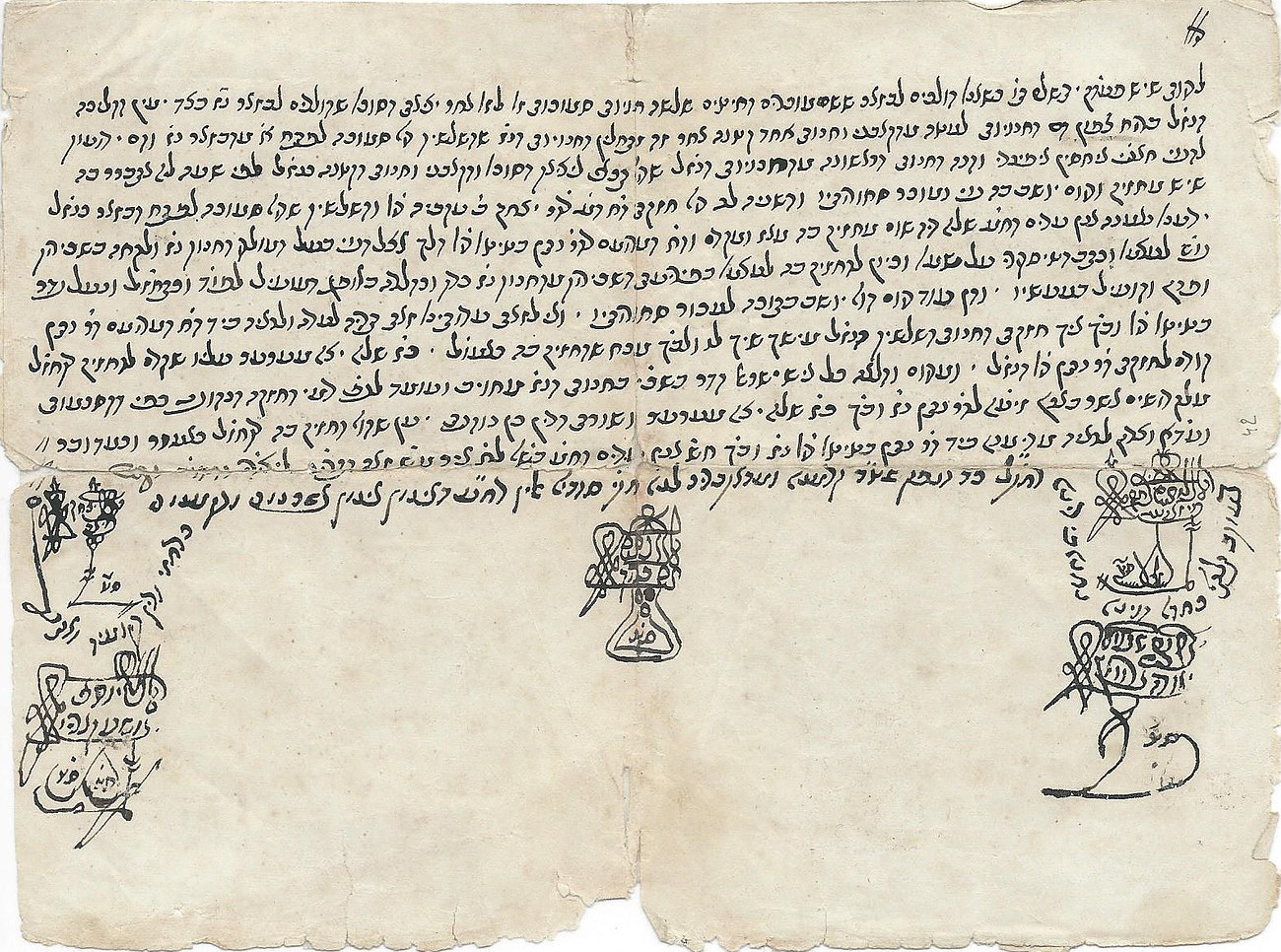
Contrat rabbinique rédigé en solitreo à Jérusalem à la fin du XIXe siècle.

Le solitreo (en hébreu סוליטריאו ,סוֹלִיטְרֵיוֹ) est une forme cursive de l'alphabet hébreu. Il s'agit d'une écriture séfarade, différente de celle de l'hébreu manuscrit moderne actuel d'origine ashkénaze utilisé pour l'écriture de l'hébreu et du yiddish. Les deux formes diffèrent l'une de l'autre principalement en ce que solitreo utilise beaucoup plus de ligatures typographiques que l'écriture ashkénaze.
Historiquement, le solitreo a été utilisé comme forme manuscrite standard du judéo-español dans les Balkans et en Anatolie, en complément des caractères de l'écriture Rashi utilisée pour l'impression. Dans les communautés séfarades du Maghreb et du Levant, il en est fait usage dans les manuscrits hébraïques et judéo-arabes. 
Alors que les formes balkanique et maghrébine-levantine sont toutes deux appelées solitreo, elles sont assez distinctes l'une de l'autre et les lecteurs familiers avec l'une des graphies peuvent éprouver des difficultés à lire l'autre.
Avec le déclin du judéo-espagnol lié à la disparition progressive des communautés sépharades méditerranéennes, les exemples de solitreo se sont raréfiés. La numérisation, en février 2012, des mémoires d'un marchand juif de la fin du XIXe siècle à Thessalonique, dans l'Empire ottoman par des universitaires de l'Université de Stanford a fourni une nouvelle ressource de qualité aux spécialistes du judéo-espagnol et du solitreo.

## Comparaison avec l'écriture carrée
| Lettres hébraïques en solitreo et en écriture carrée | Lettres hébraïques en solitreo et en écriture carrée | Lettres hébraïques en solitreo et en écriture carrée | Lettres hébraïques en solitreo et en écriture carrée | Lettres hébraïques en solitreo et en écriture carrée | Lettres hébraïques en solitreo et en écriture carrée | Lettres hébraïques en solitreo et en écriture carrée | Lettres hébraïques en solitreo et en écriture carrée | Lettres hébraïques en solitreo et en écriture carrée |
| ---------------------------------------------------- | ---------------------------------------------------- | ---------------------------------------------------- | ---------------------------------------------------- | ---------------------------------------------------- | ---------------------------------------------------- | ---------------------------------------------------- | ---------------------------------------------------- | ---------------------------------------------------- |
| א =                                                  | ב =                                                  | ג =                                                  | ד =                                                  | ה =                                                  | ו =                                                  | ז =                                                  | ח =                                                  | ט =                                                  |
| י =                                                  | כ =                                                  | ך =                                                  | ל =                                                  | מ =                                                  | ם =                                                  | נ =                                                  | ן =                                                  | ס =                                                  |
| ע =                                                  | פ =                                                  | ף =                                                  | צ/ץ =                                                | צ/ץ =                                                | ק =                                                  | ר =                                                  | ש =                                                  | ת =                                                  |